# Battaglia di San Antonio
La battaglia di San Antonio fu un episodio della guerra civile uruguaiana, combattuta l'8 febbraio 1846 presso la città di Salto, con protagonista Giuseppe Garibaldi. Il combattimento è sicuramente l'azione sudamericana più nota di Garibaldi, insieme all'incontro con Anita Garibaldi. La battaglia è importante perché fu la prima prova militare di prestigio di Garibaldi, che ottenne un notevole successo, senza contare una fama incredibile in America.
La battaglia inoltre dimostra le migliori tattiche di Garibaldi, e si svolse nel contesto della guerra civile tra blancos e colorados che travolse l'Uruguay tra il 1839 e il 1851. Abbiamo quattro resoconti sulla battaglia, di cui tre dello stesso Garibaldi. Le principali difficoltà derivano dal numero dei combattenti, che oscilla tra i 200 e i 500 per Garibaldi, e tra i 1000 e i 1200 per Gómez. Probabilmente Garibaldi utilizzò nello scontro 286 uomini contro circa 1000 nemici anche se le fonti dei blancos parlano di 600 uomini o anche meno.

## Antefatti
Nel 1839 in Uruguay scoppiò un terribile conflitto tra i due partiti principali dell'Uruguay: i blancos e i colorados. I primi praticavano un regime di connotati totalitari, con un presidente che aveva tutti i poteri e che doveva far parte dell'esercito, in pratica una vera e propria dittatura militare. Inoltre i blancos preferirono una politica di chiusura diplomatica con gli altri stati del Sudamerica; i colorados invece volevano un regime presidenziale che non era in mano all'esercito, che inoltre doveva aprirsi alle innovazioni esterne e ai rapporti diplomatici. Le tensioni tra i due partiti sfociarono in diversi scontri tra i due capi, Manuel Oribe per i blancos (che prendevano il nome dal colore delle fasce che indossavano, che erano, appunto, bianche) e Fructuoso Rivera, capo dei colorados, che indossavano invece fasce rosse. Nel 1835, dopo cinque anni di presidenza colorada, Oribe venne eletto, ma Rivera decise di rivoltarsi, e, nel 1839, diede inizio alla Guerra Grande come venne chiamato il conflitto per la lunga durata (ben dodici anni). Rivera dichiarò guerra ad Oribe e lo sconfisse in battaglia grazie all'aiuto dei francesi, ma Oribe fuggì in Argentina, convincendo il dittatore argentino Manuel Rosas ad intervenire al proprio fianco.
Nel 1842 le truppe argentine e i blancos, al comando di Rosas e Oribe invasero il paese e sconfissero il nemico in una serie di cruente battaglie che finirono con la disgregazione dell'esercito uruguayano. Rivera si asserragliò a Montevideo che venne assediata a partire dal 1843, in un assedio che sarebbe durato otto anni, tanto da essere chiamato la moderna guerra di Troia. La principale fonte riguardo agli eventi sono le Memorie di Giuseppe Garibaldi e la grande opera Storia di Garibaldi di Jessy White Mario, entrambe affermano che l'Uruguay chiese l'aiuto della Francia, e si crearono ben due legioni, una francese e una italiana, formata da Garibaldi, reduce dalle imprese compiute al servizio della Repubblica di Montevideo, schierato con i colorados, sconfiggendo le truppe brasiliane in inferiorità numerica e guadagnandosi grande fama all'estero. Garibaldi accettò subito l'offerta del comando dell'Armada Nacional, ed a Montevideo fondò la Legione Italiana con i reduci dalle cospirazioni carbonare in Italia contro gli Austriaci. Le prime operazioni furono navali, nel tentativo di impedire un attacco di Oribe e un blocco navale. Sconfitto Oribe e la sua flotta, Garibaldi riparò a Montevideo, e dopo alcuni mesi di assedio attaccò il generale Urquiza, il comandante delle operazioni militari argentine, ed ottiene una grande vittoria, dopo la quale si mette ad inseguire le forze nemiche,  probabilmente per rompere il blocco. Ma il generale Servando Gómez decide di attaccarlo, ed a San Antonio, a pochi km a nord della cittadia di Salto, i due eserciti si incontrano.

## Svolgimento

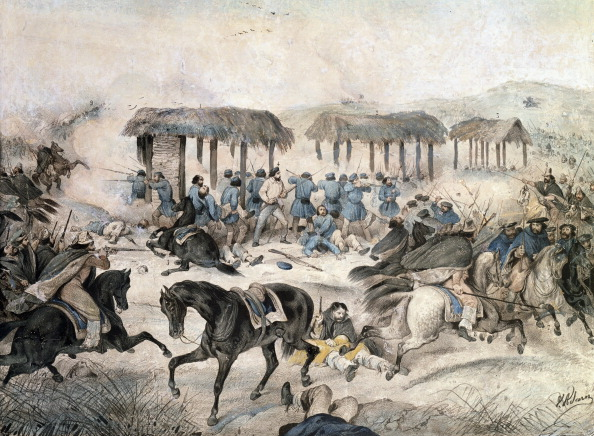
Garibaldi nella battaglia di San Antonio

Garibaldi ricevette il 7 settembre 1845 la notizia che il generale Colorado Medina, uno dei subalterni di Rivera, stava tallonando Urquiza e lo aveva intrappolato nella cittadina di San Antonio del Salto. Nonostante i suoi forti dubbi, Garibaldi marciò per ricongiungersi con Medina ed attaccare il nemico a Salto. 
Justo José de Urquiza iniziò l'assedio alla cittadina il 6 dicembre; dopo diciotto giorni di attacchi lasciò una parte dei suoi uomini, 700 di essi e abbandonò l'impresa. Il 9 gennaio 1846 Garibaldi ottiene la sua prima vittoria contro gli assedianti, attaccando di notte.
Il generale Anacleto Medina intanto stava giungendo a dar man forte con i suoi cinquecento cavalieri; Garibaldi cercò di affrontarlo con 186 legionari e 100 uomini guidati dal colonnello Bernandino Baez ma vennero colti di sorpresa a loro volta dal generale Servando Gómez nei pressi di San Antonio.
Ovviamente Garibaldi si preparò alla marcia, e approntò un esercito di dimensioni incerte. Garibaldi parla di 200 uomini, ma la fonte più accurata e affidabile è Jessy White, che riferisce di 186 uomini della Legione italiana e di 100 cavalieri uruguayani per un totale di 286 uomini. Le fonti argentine e blancos, tra cui Gomez, indicano invece un esercito di 250 fanti e 200 cavalieri, ossia 450 uomini. Inoltre Garibaldi riferisce di avere solo un cannone, mentre Gomez ne indica 7. Le forze argentine invece erano sicuramente maggiori rispetto a quelle di Garibaldi. Il condottiero riferisce nelle sue Memorie che i nemici avevano almeno 1200 uomini, ma è più probabile che si trattasse di soli 1000 uomini, comunque molto superiori di numero a quelli di Garibaldi.
Le truppe si trovarono di fronte a San Antonio del Salto il 6 febbraio 1846. Il comandante della cavalleria uruguayana, Baez suggerì la ritirata, ma Garibaldi si rese conto che non c'era tempo. Il terreno su cui si svolse la battaglia era in gran parte piano, di colore rosso. Vi era un fiumiciattolo che scorreva in mezzo alla pianura, vicino al quale c'erano alcune macchie di alberi di arancio. Al contrario, ad un chilometro e mezzo di distanza vi era un piccolo rilievo, alto circa 10 metri, ma molto erto, tanto che per un uomo che arrivava da destra era impossibile vederlo da sinistra fino a che non era vicino. Verso Ovest non vi era alcun riparo mentre a Est, dove si trovava la collinetta, a breve distanza vi era una casa diroccata, probabilmente i resti di un villino. Era piena estate, e la temperatura era torrida. Garibaldi riferisce che vi erano almeno 300 fanti nello schieramento nemico. Ai lati della casa abbandonata vi erano un muretto diroccato ed alcune macchie di alberi di arancio come sul fiume, che era situato dietro Garibaldi ad Ovest. Secondo Garibaldi, la zona era eccellente per la soverchiante cavalleria di Gomez, che disponeva di almeno 700 cavalieri. Quando Baez suggerì la ritirata, Garibaldi decise di piazzarsi al muretto e alla casa abbandonata per resistere all'attacco nemico, mentre Baez e la cavalleria si appostavano in piena pianura per affrontare la cavalleria nemica.
Nelle sue memorie Garibaldi inveisce contro Baez per la sua scelta ed afferma di avergli suggerito di nascondersi al muretto. Gomez allora, vedendo Baez, mandò all'attacco la sua cavalleria. La battaglia non aveva storia: lo scontro si svolse vicino a un boschetto nei pressi del fiume, e la cavalleria di Gomez attaccò l'inferiore nemico sul fianco. Baez cercò di resistere, ma dopo alcuni minuti di scontro fuggì con i suoi, lasciando sul terreno una dozzina di uomini tra morti e feriti. Garibaldi afferma nelle sue memorie che l'atto di Baez fu vile, visto che lasciò i legionari in uno scontro con un nemico molto superiore di numero. Lo scontro della cavalleria vide inoltre alcuni superstiti rifugiarsi nella macchia, dalla quale scaricarono fucili e pistole contro il nemico. Intanto, Gomez preparò l'attacco della cavalleria contro Garibaldi, ma un primo tentativo fu disperso da Garibaldi. Intanto Baez fuggiva non inseguito e riparava proprio a San Antonio del Salto, senza mandare un messaggio a Medina per avvertirlo della disfatta. Garibaldi ebbe da dire nelle sue memorie "Che mai avevo visto tale viltà e presunzione in un sol ufficiale". In quel momento, Gomez avrebbe potuto attaccare rapidamente e farla finita con la cavalleria, disperdendo i garibaldini, ma commise un grave errore, ordinando ai 300 fanti di avanzare in quadrati verso il nemico peraltro senza copertura militare. Lo stesso Garibaldi ironizza sulla stupidità dell'avversario e dice che messi così era come fare il tiro a bersaglio su dei piccioni azzoppati e senza ali.
L'avanzata delle truppe nemiche vide inoltre un grande spreco di munizioni, visto che i soldati nemici spararono molto prima di arrivare davanti al nemico. Garibaldi ordinò ai suoi di non rispondere per non sprecare munizioni, e solo quando il nemico giunse a 30 metri di distanza ordinò di far fuoco. La vicinanza rese devastante la scarica, e la fanteria si disperse lasciando sul campo molti morti e feriti. Gomez insistette, anche perché la cavalleria era partita all'inseguimento dei cavalleggeri di Baez. La fanteria bianca venne respinta più volte, i legionari italiani avevano il morale alto e si misero ad intonare l'Inno Nazionale Uruguayano. Alcuni attacchi giunsero vicini al muretto, e si scatenò un furibondo corpo a corpo. Gli attacchi nemici venivano respinti uno dopo l'altro, ma a causa dell'alta temperatura, i due contendenti cominciarono a soffrire il caldo innaturale. Dopo alcune ore di combattimenti, finalmente la cavalleria bianca tornò dall'inseguimento di Baez, circondando Garibaldi. La legione cominciò quindi a trovarsi in una situazione critica, e lo stesso Garibaldi disse che sembrava che fossero già morti. Ma ancora una volta Gomez commise una sciocchezza: molti cavalieri vennero fatti smontare per rimpiazzare i morti della fanteria, mentre il resto, invece di una grande carica che avrebbe spazzato via il nemico, effettuò solo alcune minuscole cariche di cavalleria. Un cavaliere tentò di incendiare la casa ma venne fulminato, mentre gli assalti male coordinati e peggio condotti, vennero facilmente respinti da Garibaldi. Ma le perdite cominciarono ad aumentare.
Il trombettiere venne ucciso, mentre il sole martellava i feriti e il nemico, e l'assenza di acqua rendeva la difesa ancora più proibitiva. Alle otto e mezzo della sera, dopo quasi nove ore, e al  sopraggiungere dell'oscurità, Garibaldi decise che era meglio ritirarsi dal combattimento, ma la ritirata era molto difficile da effettuare, perché c'erano ben 800 metri tra la casa e il fiume, dietro al quale c'era la salvezza. Garibaldi cominciò la ritirata, ma i suoi vennero bersagliati dal fuoco nemico, ciononostante, dopo aver fatto finta di non reagire, Garibaldi faceva volgere gli uomini e sterminare gli inseguitori. Arrivato al fiume e alla macchia di aranci, Garibaldi attaccò il nemico mentre beveva, catturando molti prigionieri, facendo dissetare i propri uomini e continuando la ritirata verso Salto, raggiunta poche ore dopo. Garibaldi arrivò a mezzanotte entro le mura di Salto, sano e salvo. Aveva avuto 30 morti e 50 feriti mentre Baez aveva avuto 18 morti e 32 feriti. Il nemico riportò almeno 150 o 170 morti, molti feriti e 50 prigionieri. La vittoria di Garibaldi era solo dal punto di vista tattico, mentre, avendo abbandonato il campo di battaglia, da quello strategico, era stata una sconfitta.